# ایوان استرتوویچ
ایوان استرتوویچ (روسی: Иван Алексеевич Стретович؛ زادهٔ ۶ اکتبر ۱۹۹۶) ژیمناست هنری اهل روسیه است.